# Delek
Delek Group (івр. קבוצת דלק) — є ізраїльський конгломерат і одна з найбільших компаній Ізраїлю, яким важливо належать Іцхак Тшува. дочірні компанії Delek Group також беруть участь в страхових і фінансових послуг. Delek Group котируються на Тель-авівському фондової біржі.